# Walderton
Walderton – osada w Anglii, w hrabstwie West Sussex, w dystrykcie Chichester. Leży 10 km na północny zachód od miasta Chichester i 87 km na południowy zachód od Londynu.